# Gojko Šušak
Gojko Šušak (Široki Brijeg, 16. ožujka 1945. – Zagreb, 3. svibnja 1998.), bio je hrvatski političar i ministar obrane Republike Hrvatske od 1991. do svoje smrti 1998. godine, te jedan od najbližih suradnika predsjednika Franje Tuđmana. Kao ratni ministar dao je nemjerljiv doprinos u ustrojavanju, jačanju i ratnim operacijama Hrvatske vojske. Njegovo kratko izvješće "Gospodine Predsjedniče, zadatak je izvršen!" postalo je sinonimom za sve pobjedničke operacije Hrvatske vojske i Hrvatskih snaga vođene tijekom Domovinskog rata. Također je bio prvi hrvatski ministar iseljeništva (1990. – 91.).

## Mladost
Gojko Šušak je rođen 16. ožujka 1945. godine u Širokom Brijegu kao šesto dijete u obitelji Ante i Stane Šušak. Njegov otac i brat nestaju na kraju Drugog svjetskog rata. Zadnji put viđeni su pri ulasku partizanskih snaga u Zagreb. Šušak je završio osnovnu i srednju školu u Širokom Brijegu. Godine 1963. upisuje Pedagošku akademiju u Rijeci, matematiku i fiziku. Dana 15. kolovoza 1968. godine napušta Jugoslaviju, prije služenja vojnog roka u JNA. Preselio se u Frohnleiten u Austriji, gdje je živio šest mjeseci. Put ga preko Austrije vodi do Kanade, gdje su odranije živjela njegova dva brata.

## Život u Kanadi
Nakon dolaska u Kanadu, 24-godišnji Šušak se zapošljava u lancu restorana "Scotts Chicken Villa". S obzirom na to da je pohađao studij biznisa na Algonquin Collegeu u Ottawi, stječe na tom svojem prvom radnom mjestu u Kanadi status menadžera. Od 1972. godine odlazi dalje, te se upušta i u privatni biznis; osnovao je vlastite male tvrtke "Susak Enterprises", i "GG Decor-Interior Design", koje su se bavile ugostiteljstvom, te soboslikarstvom i drugim poslovima uređenja interijera. Među hrvatskim iseljenicima stječe s vremenom ugled poslovnog čovjeka, koji je društveno aktivan u raznim kulturnim i političkim aktivnostima iseljeničke zajednice.
U dobi od 28 godina, 1973. godine, vjenčao se s Đurđom, tada socijalnom radnicom, podrijetlom iz Ozlja (kod Karlovca). Nakon vjenčanja preselili su se u kuću na Walkley Roadu, a kasnije s troje djece u drugu kuću u predgrađu u ulicu Greyrock Crescent. S njima je živjela i Šuškova majka. Kuća je bila u priličnom lošem stanju tako da su vjernici iz hrvatske Katoličke crkve svojim dragovoljnim radom stavili na nju novi krov. U tom braku rodit će se troje djece: Katarina, Tomislav i Jelena.
U krugu okupljenom oko franjevačke misije u Norvalu, pridružuje se političkim krugovima hrvatskih domoljuba, te postaje jedan od najaktivnijih hrvatskih iseljenika u Kanadi. Bio je uključen u organiziranje hrvatskih škola, nogometnih klubova i crkvenih događanja, te je jedan od osnivača hrvatske katedre na Sveučilištu Waterloo. Od 1985. Šušak je bio ravnatelj Hrvatske škole u Ottawi te predsjednik Hrvatsko-kanadske kulturne federacije. Jugoslavenski komunistički režim je pripadnike takvih političkih krugova – koji nisu imali komunistički predznak i nisu nikakvom komunizmu bili skloni – svrstavao u kategoriju "neprijateljska emigracija".
Krajem 1980-ih godina domaćin je prve kanadske turneje budućeg predsjednika Republike Hrvatske dr. Franje Tuđmana, koji je Kanadu prvi put posjetio 1987. godine, a Šušak je organizirao njegovo prvo predavanje. Po osnutku Hrvatske demokratske zajednice (HDZ) pomaže dr. Tuđmanu u prikupljanju novca za nadolazeću predizbornu kampanju. U Hrvatsku se vraća u siječnju 1990. kada je bio sudionikom 1. općeg sabora HDZ-a održanom u Zagrebu.

## Šuškov doprinos u stvaranju suverene Hrvatske
Nakon prvih slobodnih višestranačkih izbora održanih u svibnju 1990. godine, Šušak je 30. svibnja postao član prve hrvatske Vlade i imenovan ministrom iseljeništva. Dužnost obnaša oko godinu dana uglavnom putujući po iseljeničkim zajednicama sa zadatkom povezivanja s hrvatskom dijasporom i jačanjem diplomatskih i gospodarskih veza sa zemljama u kojima su hrvatski iseljenici živjeli u značajnom broju.
Zatim 4. ožujka 1991. godine biva imenovan zamjenikom ministra obrane Martina Špegelja. Dana 31. ožujka započeo je Domovinski rat. Kao član vlade, Šušak je pomogao u prikupljanju ekonomske pomoći od iseljenika za kupovinu oružja. Procjenjuje se da je u rujnu 1991. godine oko 5.000 vatrenog oružja koje su koristile hrvatske snage bilo kupljeno iseljeničkim novcem.
Lokalni Srbi 1. travnja u Borovu Selu podižu barikade, a sredinom travnja u selo su stigli pripadnici Belih Orlova te paravojne postrojbe Dušan Silni. S hrvatskih položaja je nekoliko projektila iz ručnog raketnog bacača "Armbrust" ispaljeno prema barikadama. JNA je tvrdila da je na mjestu ispaljivanja projektila pronađen Šuškov pištolj. Šušak je opovrgnuo sudjelovanje u akciji i rekao da nije imao nikakve veze s tim incidentom. Međutim, Šuškovi kritičari nisu prestali s optužbama na njegov račun. Nikola Jaman, tada zapovjednik jedinice lokalne policijske postrojbe koji je vodio akciju, također je potvrdio da Šušak nije bio u skupini. Jaman je istaknuo da je akcija planirana s Josipom Reihl-Kirom.
Hrvatska i Slovenija 25. lipnja 1991. godine proglasile su neovisnost od Jugoslavije. U srpnju 1991. godine Špegelja je na mjestu ministra obrane kratko zamijenio Šime Đodan, a zatim Luka Bebić. Bitka za vojarne počinje 14. rujna, a 18. rujna Šušak je imenovan ministrom obrane. Ivan Milas imenovan je njegovim zamjenikom. Izbor za ministra obrane prihvatio je mirno, kao jedan od mnogih mogućih oblika služenja domovini, o čemu je sanjao u iseljeništvu. U intervjuu koji je dao 3. travnja 1992. godine iskreno priznaje kako to mjesto nije očekivao: "Za to sam, tako mi Boga, i te kako kompetentan. Nisam čak nikad služio vojsku. Istina, mnogo sam o tome čitao, ali nikad nisam ni sanjao o ratu. Posljednje o čemu bih maštao je mjesto ministra obrane jedne države."

### Ministar obrane
U vrijeme kada je Šušak imenovan ministrom obrane, Domovinski rat bio je u punom jeku. Ofenziva JNA bila je koncentrirana u istočnoj Slavoniji, posebice prema Vukovaru i Vinkovcima. Šušak je Bitku za Vukovar, koja je počela u kolovozu, usporedio s Bitkom za Staljingrad i rekao da niti jedan oklop ne može poraziti hrvatski narod. Ministarstvo obrane pod njegovim vodstvom većinu je raspoloživih sredstava angažiralo na istočnom bojištu u Bitci za Vukovar. Oko 50-60% raspoloživog streljiva iskorišteno je na području Vukovara, kojeg su snage JNA okupirale 18. studenog. U srpnju 1991. godine Zbor narodne garde (ZNG), kasnije preimenovan u Hrvatsku vojsku (HV), imao je samo nekoliko brigada, ali relativno brojne policijske snage. Poslije imenovanja generala Antona Tusa za načelnika Glavnoga stožera i restrukturiranja koje je proveo Šušak, početkom prosinca formirano je 60 brigada ZNG-a. Ujedinjeni narodi (UN) 25. rujna nametnuli su Hrvatskoj embargo na uvoz oružja. Vlada Republike Hrvatske ipak je nastavila kupovati oružje, ali je i počela proizvoditi vlastite minobacače, strojnice i tenkove.
JNA je do kraja 1991. godine preuzela kontrolu nad četvrtinom teritorija Hrvatske, koji je proglašen dijelom Republike Srpske Krajine (RSK). Dana 2. siječnja 1992. Šušak i general JNA Andrija Rašeta potpisali su u Sarajevu primirje koje je stupilo na snagu sljedećeg dana. Šušak je iskoristio to vrijeme za nabavu oružja i izgradnju oružanih snaga. Također se usredotočio na bliže veze sa Sjedinjenim Američkim Državama.
Početkom 1992. godine rat se proširio na Bosnu i Hercegovinu. Hrvatsko vodstvo organiziralo se u svrhu obrane svojih područja i 18. studenoga 1991. godine formirali su Hrvatsku Zajednicu Herceg-Bosnu kao autonomnu zajednicu općina. Šušak je kasnije tvrdio: "Da Hrvati nisu stvorili Herceg-Bosnu i HVO, nestalo bi ih u potpunom rasulu koje je tamo nastalo." Hrvatska je pomogla u naoružavanju Hrvatskog vijeća obrane (HVO) i bošnjačke Armije Republike Bosne i Hercegovine (ARBiH). Ministarstvo obrane osnovalo je logističke centre za slanje ljudi, oružja i strjeljiva ARBiH-u. Jedinice HV-a bile su razmještene u Bosanskoj Posavini i sudjelovale su u borbama s Vojskom Republike Srpske, koja je nastala raspuštanjem JNA. Niz incidenata doveo je do pogoršanja odnosa Hrvata i Bošnjaka krajem 1992. godine, što je rezultiralo bošnjačko-hrvatskim sukobom. Šušak je podržao Vance-Owenov plan koji je trebao uspostaviti 10 autonomnih provincija u Bosni i Hercegovini. Blisko je surađivao s predstavnikom Europske komisije, Davidom Owenom, koji je usvojio neke njegove prijedloge, no srpsko i bošnjačko vodstvo odbilo je plan. U svibnju 1993. godine, poslije sukoba HVO-a i Armije BiH u Mostaru, Hrvatska je prestala isporučivati oružje Armiji BiH, no humanitarna pomoć muslimanskim izbjeglicama je nastavljena. Procjenjuje se da je na njihovo zbrinjavanje dnevno trošeno 4 milijuna njemačkih maraka, a na pomoć Hrvatima u BiH milijun maraka. Tijekom tog rata, snage HV-a ostale su pozicionirane prema VRS-u i nisu sudjelovale u sukobima s Armijom BiH. Ministarstvo obrane organiziralo je slanje dobrovoljaca podrijetlom iz Herceg-Bosne kao pomoć HVO-u. Rat se nastavio do 18. ožujka 1994. kada je potpisan Washingtonski sporazum kojim je okončam bošnjačko-hrvatski sukob i stvorena Hrvatsko-muslimanska federacija.

#### Odnosi s Ministarstvom obrane SAD-a
Bushova administracija zauzela je neutralan stav u rješavanju ratova u Sloveniji, Hrvatskoj i Bosni i Hercegovini, ostavljajući Europskoj zajednici zadatak bavljenja krizom. Međutim, američka politika u regiji znatno se promijenila nakon izbora Billa Clintona za predsjednika. Clintonova administracija zauzela je čvršći stav prema Slobodanu Miloševiću. Šušak je neposredno nakon rata izjavio: "Nama se američka politika može sviđati ili ne, ali ona ima svoj smjer. U danom je trenutku jedinstvena, ali nije nepromjenjiva. Američka politika 1991. godine i danas je kao nebo i zemlja. Danas smo partneri, a na početku smo bili netko tko je uzdrmao poredak koji je njima na neki način odgovarao." Smatrao je da, za razliku od američke, zapadnoeuropska politika nije postojala osim kao zbrka različitih politika pojedinih zemalja.
Američka Vlada počela je blisko surađivati s Vladom Republike Hrvatske u proljeće 1994. godine. Šušak je postao ključna osoba hrvatske diplomacije prema SAD-u. Uspostavio je vrlo blisku suradnju svojega ministarstva s Ministarstvom obrane SAD-a. Bio je cijenjen u vojnim krugovima u Pentagonu, posebice kod američkog ministra obrane Williama Perryja, koji ga je smatrao "čovjekom od riječi".
Šušak je Perryja zatražio pomoć u naoružanju u ožujku 1994. godine, no kako je UN-ov embargo na oružje još bio na snazi, sklopljen je sporazum s američkom vojno-konzultantskom tvrtkom MPRI koja je pružila tehničku pomoć hrvatskim časnicima. Dana 29. studenoga 1994. godine hrvatsko izaslanstvo koje je predvodio Šušak sastalo se u Pentagonu s američkim predstavnicima, uključujući Perryja i generala Wesleyja Clarka. Potpisan je sporazum o vojnoj suradnji između SAD-a i Hrvatske, a razgovaralo se i o situaciji u regiji, posebice opsadi Bihaća. Šušak je izjavio da će nastati humanitarna katastrofa ako bihaćka enklava padne. Naveo je i da Hrvatskoj ne treba direktna vojna pomoć, ali je tražio razumijevanje ako će Hrvatska morati djelovati u zaštiti svojih granica.
U veljači 1995. godine Šušak je posjetio Washington i izrazio namjeru za vojno oslobođenje okupiranog teritorija. Rečeno mu je od američkih predstavnika da će vojna ofenziva biti veliki izazov i da SAD ne može pružiti direktnu pomoć. Na sastanku sa Šuškom u Münchenu, Holbrooke i Perry izrazili su sumnju u sposobnost Hrvatske vojske za nanošenje vojnog poraza Republici Srpskoj Krajini. SAD je podržavao hrvatsku pomoć u obrani Bihaća, ali Clintonova administracija bila je podijeljena oko toga koje bi stajalište trebalo zauzeti u slučaju vojne ofenzive HV-a na RSK.

#### Reorganizacija Oružanih snaga
Ministarstvo obrane je za Šuškovog mandata usvojilo široki plan modernizacije, reorganizacije i naoružavanja Oružanih snaga Republike Hrvatske (OSRH). Oko milijardu dolara potrošeno je na nabavu oružja, uglavnom kupljenog od bivših članica Varšavskog pakta. Istodobno je MPRI pomogao u osposobljavanju hrvatskih časnika. Već od listopada 1994. godine Šušak je uveo novi obrazovni program za časnike temeljen na praksi NATO saveza.
U drugoj polovici 1994. godine Hrvatska vojska dobila je novo ustrojstvo koje se uz manje izmjene zadržala do kraja rata. Pod Glavnim stožerom HV-a bilo je šest zbornih područja (Zagreb, Split, Gospić, Osijek, Karlovac i Bjelovar) i jedno bojište, podstožerne postrojbe, Hrvatsko ratno zrakoplovstvo i protuzračna obrana (HRZ i PZO), te Hrvatska ratna mornarica. Zborna područja obično su uključivala motorizirane gardijske brigade, 3-6 pješačkih brigada, 3-6 domobranskih pukovnija, logističku bazu, topničke divizijune za potporu, protuzračnu i protuoklopnu obranu te druge manje jedinice. Bilo je sedam gardijskih brigada koje su bile glavna snaga Hrvatske vojske. Pričuvne su postrojbe uključivale 28 pješačkih brigada i 38 domobranskih pukovnija. 1. hrvatski gardijski zdrug, osnovan u travnju 1994. godine, izravno je bio podređen Ministarstvu obrane.
Reorganizacija Hrvatske vojske dovršena je krajem 1994. godine. HV je u prosincu 1994. godine imao oko 96.000 ljudi, od čega je kopnena vojska imala više od 89.000 ljudi, te 320 topničkih oruđa za potporu u kalibru od 105 do 203 mm. Hrvatsko ratno zrakoplovstvo imalo je 40 zrakoplova, od čega 26 bojnih, i 22 helikoptera, od čega 10 bojnih. Mornarica je imala 28 brodova. Ministarstvo obrane je 1995. godine imalo proračun od 5,6 milijardi dolara, kada je dosegnuo vrhunac i iznosio 11,38% BDP-a, odnosno više od 35% državnog proračuna, što je bilo znatno povećanje u odnosu na oko 5% BDP-a 1991. godine. Ovom reorganizacijom Hrvatska vojska postala je regionalna vojna sila.

#### Završne operacije
Krajem studenoga 1994. godine nastavljena je srpska ofenziva na Bihać. Pad bihaćke enklave značio bi potpuno spajanje RSK i Republike Srpske, što bi dodatno otežalo položaj Hrvatske. Zbog toga je Šušak organizirao sastanak zapovjednika HV-a i HVO-a kako bi se organizirala šira operacija na tom području. Dana 29. studenoga Šušak je naredio Operaciju Zima '94, zajedničku operaciju HV-a i HVO-a u jugozapadnoj Bosni, kojom su zapovijedali Tihomir Blaškić, Janko Bobetko i Ante Gotovina. HV i HVO stavili su pod nadzor veći dio Livanjskog polja, a posredno je spašena bihaćka enklava.
Predsjednik Tuđman dugo je planirao vojnu ofenzivu na RSK. U siječnju 1995. godine pozvao je na okončanje mandata UNPROFOR-a u Hrvatskoj, ali je privremeno odgodio akciju. Brojno stanje Hrvatske vojske je za završne vojne operacije povećano domobilizacijom i mobilizacijom pričuvnih postrojbi. Dana 1. svibnja 1995. godine uslijedila je operacija Bljesak u zapadnoj Slavoniji. U operaciju je bilo uključeno više od 7.000 vojnika, koja je trajala 36 sati i rezultirala hrvatskom pobjedom. Vraćeno je 558 četvornih kilometara teritorija pod hrvatsku kontrolu. HV je u to vrijeme imao 393 oklopna vozila, od toga 232 tenka. Hrvatska ofenziva nastavljena je operacijom Skok 2 kojom je oslobođeno cijelo Livanjsko polje.
U srpnju je Šušak otputovao u Washington i ponovno iznio ideju o vojnom napadu na RSK. Vojska Republike Srpske zauzela je 11. srpnja Srebrenicu, a krajem srpnja eskalirale su borbe u bihaćkoj enklavi. Tuđman je s Izetbegovićem 22. srpnja potpisao Splitsku deklaraciju o uzajamnoj pomoći. Zajedničke snage HV-a i HVO-a započele su Operaciju Ljeto '95 u zapadnoj Bosni i izolirale Knin od Republike Srpske.
Hrvatsko je rukovodstvo odlučilo pokrenuti sveopći napad na RSK. Susret hrvatskog vojnog i političkog vodstva održan je na Brijunima 31. srpnja 1995. godine, gdje se vodio razgovor o detaljima nadolazeće operacije Oluja. Tuđman je tražio da se u što kraćem roku nanese potpuni poraz pobunjenim Srbima. Procijenjeno je da se pobjeda može postići u roku od četiri do osam dana. Pentagon je smatrao da je takva tvrdnja preoptimistična. Operacija je počela u rano jutro 4. kolovoza na fronti dugoj 630 kilometara. Drugog dana ofenzive 7. gardijska brigada ušla je u Knin s minimalnim gubicima. Dan poslije Tuđman je posjetio Knin sa Šuškom i ostalim članovima Vlade. Operacija je završila 8. kolovoza potpunim raspadom RSK. Samo je istočna Slavonija ostala izvan hrvatske kontrole. Operacija Oluja je trajno promijenila odnos snaga u regiji.
Na tiskovnoj konferenciji održanoj nakon završetka operacije, Šušak je rekao: "Nakon pada Srebrenice i Žepe, više nismo mogli čekati i vidjeti nešto slično u Bihaću. Proveli smo nekoliko dana u pripremi; podnijeli smo izvješće vrhovnom zapovjedniku u kojem smo naveli da smo sposobni to učiniti, a on je donio odluku i potpisao naredbu."
U rujnu je uslijedila operacija Maestral u zapadnoj i sjevernoj Bosni. Hrvatske snage napredovale su prema Banja Luci, glavnom gradu Republike Srpske. Neki američki predstavnici, uključujući Galbraitha, Clarka i Holbrookea, savjetovali su Šušku da HV zauzme što više teritorija Republike Srpske, ali s iznimkom Banja Luke. U listopadu su snage HV-a i HVO-a došle nadomak Banja Luke. Vodstvo Republike Srpske bilo je prisiljeno započeti mirovne pregovore ili riskirati gubitak svog glavnog grada. Potpisan je Daytonski sporazum kojim je završen rat u BiH. Šušak bio jedan od ključnih hrvatskih pregovarača u Daytonu, a također je radio na sporazumu o mirnoj reintegraciji hrvatskoga Podunavlja Hrvatskoj.

#### Poslijeratno razdoblje
Dr. Tuđman je u svom obraćanju Hrvatskom Saboru u siječnju 1996. godine najavio prelazak vojske iz ratnog u mirnodopski sastav, racionalniju upotrebu sredstava od strane Ministarstva obrane i početak procesa pristupanja Hrvatske u Partnerstvo za mir i NATO savez. Proračun Ministarstva obrane smanjen je u prvoj poratnoj godini na nešto manje od 25% državnog proračuna. Profesionalni kadar trebao je biti okosnica Oružanih snaga Republike Hrvatske, a nastavljena je i suradnja MPRI-om. U prosincu 1997. godine uvedena je nova organizacijska struktura.
U veljači 1996. godine Šušak je kritizirao bošnjačke vojne zapovjednike zbog gomilanja oružja, što je opisao kao prijetnju Daytonskom mirovnom sporazumu. U siječnju 1997. godine Međunarodni kazneni sud za bivšu Jugoslaviju (ICTY) tražio je od Ministarstva obrane da dostavi cjelokupni arhiv Oružanih snaga HV-a i sve dokumente vezane uz komunikaciju Ministarstva obrane i HVO-a u razdoblju od travnja 1992. do siječnja 1994. godine. Bilo je to prvi put da je Haški sud upotrijebio takav oblik političkog pritiska. Slučaj je postao predmetom pravnog spora između haškog tužiteljstva i Hrvatske. Haaški sud je izrekao sub poenu Šušku u vezi dostavljanja dokumenata. Na čelu pravnog tima koji ga je zastupao u tom sporu bio je kasniji hrvatski predsjednik Ivo Josipović. Na 4. Općem saboru HDZ-a, održanoj u veljači 1998. godine, Šušak je izabran za potpredsjednika stranke. Na tom je skupu održao svoj posljednji javni govor. Tada je govorio o potrebi poštovanja prava zaštite hrvatskog naroda u drugim državama, ističući posebice Bosnu i Hercegovinu tvrdeći: "Bez toga nema mira, stabilnosti i međusobnog povjerenja."

## Bolest i smrt
Početkom 1996. godine dijagnosticiran mu je rak pluća. Zbog liječenja od teškog karcinoma putuje SAD u ožujku 1996. godine na liječenje u bolnicu Walter Reed. Nakon neuspjelog liječenja u SAD, liječenje nastavlja u Hrvatskoj. Zbog naglog pogoršanja i nekontroliranog širenja bolesti preminuo je 3. svibnja 1998. godine u Kliničkoj bolnici Dubrava u 53. godini života. Pokopan je 7. svibnja 1998. godine na zagrebačkom groblju Mirogoj u Aleji hrvatskih branitelja. William Perry prisustvovao je pogrebu kao službeni predstavnik Sjedinjenih Država i u svom govoru naveo: "Za Hrvatsku je bio presudan za uspostavu slobode, a za Sjedinjene Države je bio presudan za uspostavu mira i stabilnosti na ovom prostoru". Šušak je 5. svibnja 1998. godine posmrtno promaknut u čin stožernog generala Hrvatske vojske.

## Priznanja i spomen
- U Širokom Brijegu i Sinju jedan trg nosi njegovo ime, a u Zagrebu jedna ulica.[1][70]
- 31. svibnja 2008. godine, povodom 10. obljetnice njegove smrti, u Širokom Brijegu je otkriven mu je spomenik.[72]
- U Širokom Brijegu se od njegove smrti svake godine održava memorijalni nogometni turnir u njegovu čast. Na turniru uglavnom sudjeluju momčadi iz BiH i Hrvatske.
- U proizvodnji HRT-a Ljiljana Bunjevac Filipović snimila je dokumentarni film Gojko Šušak – pobjednik iz sjene.
- U Sinju mu je u svibnju 2022. otkriveno poprsje, djelo akademskoga kipara Mladena Mikulina, kao počasnom građaninu Grada Sinja.[73]
- Hrvatska pošta izdala je 2023. prigodnu poštansku marku s njegovim likom, prigodom 25. obljetnice smrti.[74]

Odličja
| vrpca | odlikovanje                                           | dan odlikovanja   |
| ----- | ----------------------------------------------------- | ----------------- |
|       | Velered kralja Dmitra Zvonimira s lentom i Danicom    | 5. svibnja 1998.  |
|       | Velered kralja Petra Krešimira IV. s lentom i Danicom | 28. svibnja 1995. |
|       | Red kneza Domagoja s ogrlicom                         | 28. svibnja 1995. |
|       | Red Nikole Šubića Zrinskog                            | 28. svibnja 1995. |
|       | Red Ante Starčevića                                   | 28. svibnja 1995. |
|       | Red Stjepana Radića                                   | 28. svibnja 1995. |
|       | Red hrvatskog trolista                                | 28. svibnja 1995. |
|       | Spomenica domovinske zahvalnosti                      | 28. svibnja 1995. |

## Poveznice
- Ministarstvo obrane Republike Hrvatske
- Domovinski rat
- Hrvati u Kanadi